# Owen Da Gama
Owen da Gama (Volksrust, 18 agosto 1961) è un allenatore di calcio sudafricano.

## Carriera

### Giocatore
Nelle stagioni 1985-1986 e 1986-1987 ha giocato nella prima divisione irlandese con il Derry City (dove era arrivato in prestito dai belgi del Beerschot), vincendo il campionato nella seconda. Nell'arco di due stagioni ha totalizzato 50 gol in 79 presenze.

### Allenatore
Dopo aver allenato varie squadre nel massimo campionato sudafricano, nel 2014 è diventato commissario tecnico della Nazionale B del Sudafrica e nel 2016 ha guidato la nazionale olimpica ai Giochi Olimpici del Brasile.

## Palmarès

### Giocatore

#### Competizioni nazionali
- First Division: 1

Derry City: 1986-1987

### Allenatore

#### Competizioni nazionali
- Coppa di Lega sudafricana: 1

Silver Stars: 2006
- National First Division: 1

Silver Stars: 2002-2003